# Julio Musimessi
Julio Elías Musimessi (Corrientes, 1924. július 9. – Morón, 1997. augusztus 27.) argentin labdarúgókapus. 
Az argentin válogatott tagjaként részt vett az 1958-as labdarúgó-világbajnokságon.

## Sikerei, díjai
Argentína
- Copa América
  - győztes: 1955, Chile
  - 3.: 1956, Uruguay